# Campeonato Europeu de Ginástica Artística de 2013
O Campeonato Europeu de Ginástica Artística de 2013 ocorreu entre os dias 17 e 21 de abril, na cidade de Moscou, Rússia. Semelhante a edição de 2011, em Berlim, não contou com as provas coletivas.

## Eventos
- Individual geral masculino
- Solo masculino
- Barra fixa
- Barras paralelas
- Cavalo com alças
- Argolas
- Salto sobre a mesa masculino
- Individual geral feminino
- Trave
- Solo feminino
- Barras assimétricas
- Salto sobre a mesa feminino

## Calendário
| Abril              | 17 | 18 | 19 | 20 | 21 |
| ------------------ | -- | -- | -- | -- | -- |
| Qualificatória     | ●  |    |    |    |    |
| Individual geral   |    |    | ●  |    |    |
| Solo               |    |    |    | ●  |    |
| Cavalo com alças   |    |    |    | ●  |    |
| Argolas            |    |    |    | ●  |    |
| Salto sobre a mesa |    |    |    |    | ●  |
| Barras paralelas   |    |    |    |    | ●  |
| Barra fixa         |    |    |    |    | ●  |

| Abril               | 17 | 18 | 19 | 20 | 21 |
| ------------------- | -- | -- | -- | -- | -- |
| Qualificatória      |    | ●  |    |    |    |
| Individual geral    |    |    | ●  |    |    |
| Salto sobre a mesa  |    |    |    | ●  |    |
| Barras assimétricas |    |    |    | ●  |    |
| Trave               |    |    |    |    | ●  |
| Solo                |    |    |    |    | ●  |

## Países participantes
Um total de 37 nações foram representadas na edição feminina e masculina do Europeu de Ginástica Artística. Entre parênteses o número de ginastas por país.
| \| - Alemanha (9) - Armênia (5) - Áustria (9) - Azerbaijão (4) - Bélgica (6) - Bielorrússia (8) - Bulgária (6) - Croácia (7) - Chipre (2) - Dinamarca (10) - Eslováquia (3) - Eslovênia (6) - Espanha (4) \| - Finlândia (10) - França (6) - Grã-Bretanha (10) - Grécia (9) - Hungria (7) - Irlanda (7) - Islândia (6) - Israel (3) - Itália (10) - Letônia (3) - Lituânia (5) - Luxemburgo (1) - Mónaco (1) \| - Noruega (7) - Países Baixos (8) - Polónia (6) - Portugal (6) - Chéquia (5) - Roménia (8) - Rússia (10) - Suíça (8) - Suécia (5) - Turquia (9) - Ucrânia (10) \| | | |
| - Alemanha (9) - Armênia (5) - Áustria (9) - Azerbaijão (4) - Bélgica (6) - Bielorrússia (8) - Bulgária (6) - Croácia (7) - Chipre (2) - Dinamarca (10) - Eslováquia (3) - Eslovênia (6) - Espanha (4) | - Finlândia (10) - França (6) - Grã-Bretanha (10) - Grécia (9) - Hungria (7) - Irlanda (7) - Islândia (6) - Israel (3) - Itália (10) - Letônia (3) - Lituânia (5) - Luxemburgo (1) - Mónaco (1) | - Noruega (7) - Países Baixos (8) - Polónia (6) - Portugal (6) - Chéquia (5) - Roménia (8) - Rússia (10) - Suíça (8) - Suécia (5) - Turquia (9) - Ucrânia (10) |

## Medalhistas
| Evento                       | Ouro                                    | Prata                                     | Bronze                                          |
| Masculino                    |                                         |                                           |                                                 |
| Individual geral detalhes    | RUS David Belyavskiy                    | GBR Max Whitlock                          | UKR Oleg Verniaiev                              |
| Solo detalhes                | GBR Max Whitlock ISR Alexander Shatilov | nenhum                                    | ITA Andrea Cingolani                            |
| Cavalo com alças detalhes    | GBR Daniel Keatings                     | HUN Krisztian Berki                       | GBR Max Whitlock                                |
| Argolas detalhes             | FRA Samir Ait Said UKR Igor Radivilov   | nenhum                                    | FRA Danny Pinheiro-Rodrigues ITA Matteo Morandi |
| Salto sobre a mesa detalhes  | RUS Denis Ablyazin                      | ROU Flavius Koczi                         | ARM Artur Davtyan                               |
| Barras paralelas detalhes    | UKR Oleg Stepko                         | SUI Lucas Fischer                         | RUS David Belyavskiy                            |
| Barra fixa detalhes          | RUS Emin Garibov                        | GBR Sam Oldham                            | BLR Aleksandr Tsarevich                         |
| Feminino                     |                                         |                                           |                                                 |
| Individual geral detalhes    | RUS Aliya Mustafina                     | ROU Larisa Iordache                       | RUS Anastasia Grishina                          |
| Salto sobre a mesa detalhes  | SUI Giulia Steingruber                  | NED Noel van Klaveren ROU Larisa Iordache | nenhuma                                         |
| Barras assimétricas detalhes | RUS Aliya Mustafina                     | SWE Jonna Adlerteg                        | RUS Maria Paseka                                |
| Trave detalhes               | ROU Larisa Iordache                     | ROU Diana Bulimar                         | RUS Anastasia Grishina                          |
| Solo detalhes                | RUS Ksenia Afanasyeva                   | ROU Larisa Iordache                       | ROU Diana Bulimar                               |

## Quadro de medalhas
| Ordem | País          | Medalha de ouro | Medalha de prata | Medalha de bronze |    |
| ----- | ------------- | --------------- | ---------------- | ----------------- | -- |
| 1     | Rússia        | 6               |                  | 4                 | 10 |
| 2     | Grã-Bretanha  | 2               | 2                | 1                 | 5  |
| 3     | Ucrânia       | 2               |                  | 1                 | 3  |
| 4     | Roménia       | 1               | 5                | 1                 | 7  |
| 5     | Suíça         | 1               | 1                |                   | 2  |
| 6     | França        | 1               |                  | 1                 | 2  |
| 7     | Israel        | 1               |                  |                   | 1  |
| 8     | Hungria       |                 | 1                |                   | 1  |
| 8     | Países Baixos |                 | 1                |                   | 1  |
| 8     | Suécia        |                 | 1                |                   | 1  |
| 11    | Itália        |                 |                  | 2                 | 2  |
| 12    | Arménia       |                 |                  | 1                 | 1  |
| 12    | Bielorrússia  |                 |                  | 1                 | 1  |
| TOTAL | TOTAL         | 14              | 11               | 12                | 37 |